# Вулиця Наталії Ужвій (Харків)
Вулиця Наталії Ужвій — одна з вулиць міста Харкова, розташована в Київському районі на Салтівці у мікрорайонах Північна Салтівка-3 та 4.

## Опис
Вулиця названа на честь Наталії Ужвій — видатної української акторки театру та кіно.
Протяжність вулиці близько 1600 метрів. Розпочинається на перетині з вулицею Леся Сердюка, перетинається з вулицями Гвардійців-Широнінців та Метробудівників.
На вулиці розташована кінцева зупинка тролейбусів маршрутів № 31, № 35, № 42 та № 47 та автобусів маршрутів 41,55,107,206,247.
Суттєво постраждала внаслідок російської агресії у 2022 році.